# BT (tidning)

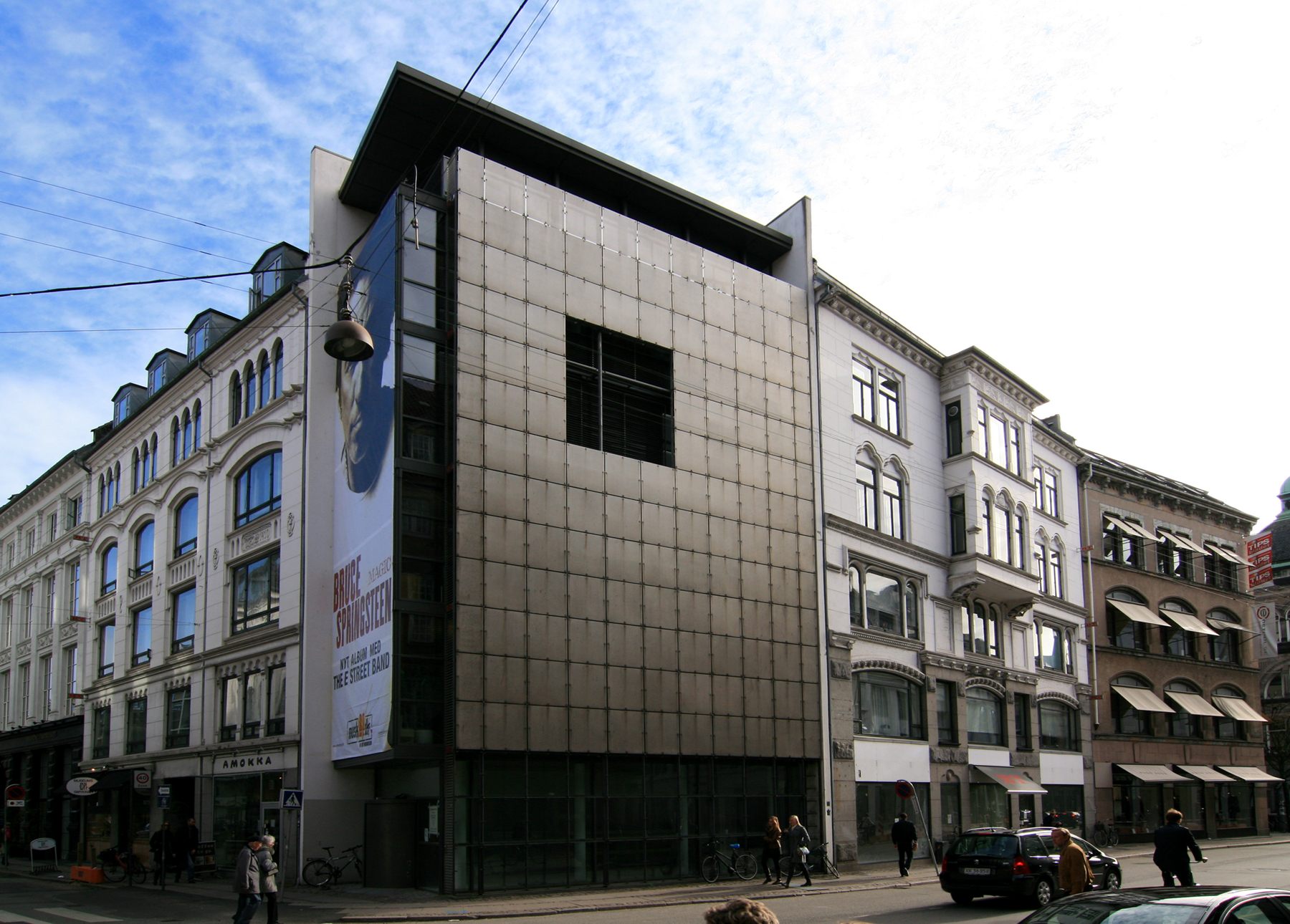
BT-huset i Köpenhamn.

B.T. (mellan 2012 och 2018 skrivet BT) är en dansk kvällstidning som ägs av Berlingske Media.
B.T. grundades 1915 av Henry Hellesen, som hade tidningen Az Est i Österrike-Ungern som förebild. Formatet var mindre och mer lätthanterligt än andra danska tidningar vid den tiden, exempelvis Berlingske Tidende. Tidningen profilerade sig tidigt med korta texter och många bilder och illustrationer. 
Tidningens första nummer gavs ut den 31 augusti 1916. År 1922 blev B.T. rikstäckande. Sedan 1999 finns B.T. även på internet. Tidningens största konkurrent är Ekstra Bladet.